# 법종
법종(法宗, 1670년 ∼ 1733년)은 조선의 승려이다. 성은 전(全). 본관은 완산(完山). 호는 허정(虛靜)이다.

## 생애
스님의 이름은 법종(法宗)이고 호는 허정(虛靜)이며 완산 전씨(完山全氏)로 관서 땅 삼화(三和) 사람이다. 어머니 노(盧)씨는 용이 강림하는 꿈을 꾸고 경술년(庚戌年) 초파일(浴佛日)에 임신을 하여 스님을 낳았는데, 타고난 바탕이 비범하였다.
12세에 옥잠장로(玉岑長老)를 찾아가 머리를 깎고 출가하였다. 스님의 출가 이유에 대해서는 자세히 알 길이 없으나, 그 무렵 개인의 신변에 큰 변화가 생겼음을 추측할 수 있다. 그 뒤 수행을 거듭하여 ‘원돈(圓頓)의 법계(法界)가 너 자신에게 있다(今在汝矣)’고 하는 화엄의 원돈법계설(圓頓法界說)을 공부하다가 크게 깨달았다. 다시 묘향산으로 들어가 월저도안(月渚道安, 1638 ~1715)를 참배하고 장경(藏經)을 두루 공부하였는데, 이 때 나이 20살 남짓이었다.
그 뒤 드디어 월저 스님의 고족제자인 설암추붕(雪巖秋鵬, 1651~1706)을 따라 현지(玄旨)를 듣고 인가(認可)를 받음으로써 그의 법을 이었다. 설암 스님은 월저 스님으로부터 청허(淸虛)→편양(鞭羊)→풍담(楓潭)으로 이어지는 의발을 전수받은 선사였다. 특히 ≪선원제전집도서과평(禪源諸詮集都序科評)≫(2권)·≪설암잡저(雪巖雜著)≫(3권3책)·≪설암난고(雪巖亂藁)≫(2권 1책)을 남기는 등 당대 대표적인 선객이다.
그 뒤 허정 스님은 진상암(眞常庵)·내원암(內院庵)·조원암(祖院庵) 등 여러 절에 머물렀다. 그때마다 법을 배우고자 하는 승려들에게 낮에는 경전을 강의하고 밤에는 참선을 지도하였다. 1708년(숙종 34) 구월산으로 초청되어갈 때, 그를 따르는 문도가 항시 100여 명이나 되었다고 하니 당시의 분위기를 짐작할 수 있다.
그 해에 다시 묘향산으로 돌아와 계축년 4월 17일, 남정사(南精舍)에서 입적하시니 세속 나이 64세요, 법랍(法臘) 52세였다. 화장을 할 즈음, 상서로운 빛이 하늘을 밝혔는데 영골(靈骨) 1편(片)과 사리 3과(顆)가 나와 묘향산과 구월산, 그리고 해남 대둔사에 부도(浮屠)를 세워 봉안하였다.
그의 생애에 대해서는 사간원(司諫院) 대사간(大司諫)을 지낸 이중협(李重協, 1681~?)이 지은 ＜허정당법종대사비명(虛靜堂法宗大師碑銘)＞이 있어 그 전모를 알 수 있다.

## 허정집
[허정집]은 2권 1책 목판본으로, 허정 스님이 입적하기 한 해 전인 1732년(영조 8) 묘향산 보현사(普賢寺)에서 개간(開刊)했다. 권두에 김정대(金鼎大)의 서문이 있고, 권말에는 저자의 발문과 간기(刊記)가 있다.
이 책의 말미에서 문집 간행과 관련한 저간의 사정을 확인할 수 있다. 이에 따르면, [허정집]은 틈틈이 적은 게송을 묶은 것이다. 허정 스님은 제자들의 강권에 의해 제자들의 수행을 인도할 목적으로 이 책을 인간(印刊)하게 되었으나, 산중에서만 돌려보도록 했다. 본인 스스로가 밝히는 문집 간행의 목적이 이러한 만큼 이는 조선조 불교계를 관통하는 의식이라고 보아도 무방하다. 문학을 통한 득도(得度)의 달성은 불가 시문학의 전반적인 목표이기도 했기 때문이다.
[허정집] 상권에는 264편 299수의 시가, 하권에는 31편의 문이 실려 있다. 특히 하권에는 [안국사기(安國寺記)]·[청룡사기(靑龍寺記)] 등 8편의 기(記)와 [백화당형주대사비명(白華堂?珠大師碑銘)]·[영허대사비명(靈虛大師碑銘)] 등 5편의 고승의 행장과 사찰 중수를 위한 권선문(勸善文), 부모·사승(師僧) 등을 위한 천혼소(薦魂疏), [화엄경후발(華嚴經後跋)]·[유금강산록(遊金剛山錄)]·[속향산록(續香山錄)] 등이 수록되어 있다. 이 중 산록(山錄)들은 자연 형태와 풍물을 잘 묘사하고 있는데, 특히 [금강산기]에는 내·외금강의 신비로운 모습이 화려하게 묘사되고 있다. 직접 답사하여 일반인에게는 알려져 있지 않은 동천(洞天)·봉만(峰巒)·계곡·폭포·암석 등의 형태와 명칭 등을 세세하게 그려내었다. 간혹 중간마다 나오는 대찰들의 형태는 물론 환경과 역사를 예의 박식함으로 기록했다.
김정대는 서문에서 허정 스님의 시는 “체법이 유염(柔艶)하며 태도가 평담(平淡)하”고, “청원(淸圓)하지 않는 게 없”다고 했으며, [비문]을 쓴 이중협은 “거친 듯하나 군(君)·친(親)·사(師)·붕(朋)에 뜻을 많이 두었”다고 했다. 종합하면, 허정 스님의 시는 다양한 시체를 실험하면서도 그 내용은 담박하며, 모나지 않은 듯하면서도 한편으로는 정제되지 않은 듯한 느낌을 주는 시라는 것이다. 이런 평가는 [허정집]의 전체적인 성격을 잘 드러내 준다. 평이한 시어를 통해 쉽게 다가서면서도 분명한 요지를 담고 있는 시, 그것은 허정 스님이 가진 선사로서의 향기와도 맥이 닿아 있다.
- 배규범 역, 지만지